# Stazione di Nador-Sud
La stazione di Nador-Sud è una stazione di Nador, in Marocco, situata nella zona sud della città.